# Pangarungan
Pangarungan is een bestuurslaag in het regentschap Labuhan Batu Selatan van de provincie Noord-Sumatra, Indonesië. Pangarungan telt 9622 inwoners (volkstelling 2010).